# 3772 Піаф
3772 Піаф (3772 Piaf) — астероїд головного поясу, відкритий 21 жовтня 1982 року.
Тіссеранів параметр щодо Юпітера — 3,215.